# Royal Ballet School
La Royal ballet school è uno dei principali centri mondiali di formazione per la danza classica. L'obiettivo della scuola è quello di formare ed educare ballerini classici per il Royal Ballet – con sede alla Royal Opera House di Londra – e per il Birmingham Royal Ballet.

## Storia
Nel 1926, la ballerina di origine irlandese Ninette de Valois fondò l'Accademia di arte coreografica, una scuola di danza per le ragazze, predecessore della Royal ballet school. La sua intenzione era quella di formare una compagnia di balletto di repertorio e scuola, giungendo a collaborare con la produttrice teatrale inglese e proprietaria di teatro Lilian Baylis.
Baylis possedeva il teatro Old Vic ed acquistò il teatro Sadler's Wells nel 1925. Nel 1928 ingaggiò la de Valois per mettere in scena spettacoli di danza in entrambi i teatri e riaprì il teatro Sadler's Wells nel 1931, con la scuola della de Valois che si trasferì negli studi del teatro, come scuola di ballo interna del Sadler's Wells, insegnando ad ambedue i sessi. Allo stesso tempo fu costituita la compagnia di balletto Vic-Wells, usando gli studenti della scuola e altri ballerini dell'epoca. Sia la scuola sia la compagnia di danza si svilupparono rapidamente e dopo che i balletti furono cessati all'Old Vic, la compagnia di danza fu ribattezzata la Sadler's Wells Ballet. Nel 1946, la compagnia si trasferì per diventare la compagnia di danza residente al Royal Opera House del Covent garden, di conseguenza, nel 1947 la scuola si trasferì dal Sadler's Wells ai locali in Barons Court, cominciando ad introdurre la formazione accademica per i più giovani alunni.
A seguito della rapida espansione, nel 1955 la scuola si assicurò i locali del White lodge a Richmond Park, Londra. In questi fu fondata allora la Royal Ballet "scuola minore", una scuola residenziale per bambini di età compresa tra gli undici e i sedici anni, che univa una formazione generale e la danza professionale. La Royal ballet school "scuola maggiore" fu istituita presso la sede esistente della scuola a Barons Court con gli studenti di età compresa tra i sedici e i diciannove anni che studiavano danza classica a tempo pieno.
Nel mese di ottobre 1956, grazie alla concessione di una royal charter la compagnia e la scuola di ballo e divennero The Royal ballet school e la Royal Ballet Company. Una seconda più piccola impresa ancora si esibiva al Sadler's Wells e in tour in tutto il Regno Unito e questa diventò il Sadler's Wells Royal Ballet. Nel 1990, la compagnia del Sadler's Wells si trasferì per diventare la compagnia di danza residente al Birmingham Hippodrome, a Birmingham, dove fu rinominata Birmingham Royal Ballet, formando una nuova associazione con la Elmhurst School for Dance nel 2002.
Nel gennaio 2003, gli studenti più grandi della Royal ballet school furono spostati in uno studio all'interno di un complesso di nuova costruzione a Floral Street, adiacente al Royal Opera House nel Covent garden, dove il Royal Ballet resta la compagnia di danza residente. Fu costruito un ponte tra la scuola e l'Opera House, che collegava la scuola con il teatro ed i propri studi della Royal Ballet Company. Il progettista del ponte ricevette un premio di architettura e l'opera è nota come bridge of aspiration.

## White lodge
Gli studenti più giovani della Royal ballet school furono spostati in White lodge, Richmond Park a Richmond, Londra nel 1955, quando la scuola fu divisa per la prima volta. L'edificio in stile georgiano è un ex residenza reale e padiglione di caccia, costruito durante il regno di re Giorgio II. È la sede permanente della scuola e vi è stata un'ampia riqualificazione del sito per fornire lo stato della arte alla danza e strutture accademiche e alloggi per gli studenti. I bambini frequentano la scuola all'età tra gli undici e i sedici anni e l'ingresso alla scuola avviene solo tramite un provino.

## Covent garden

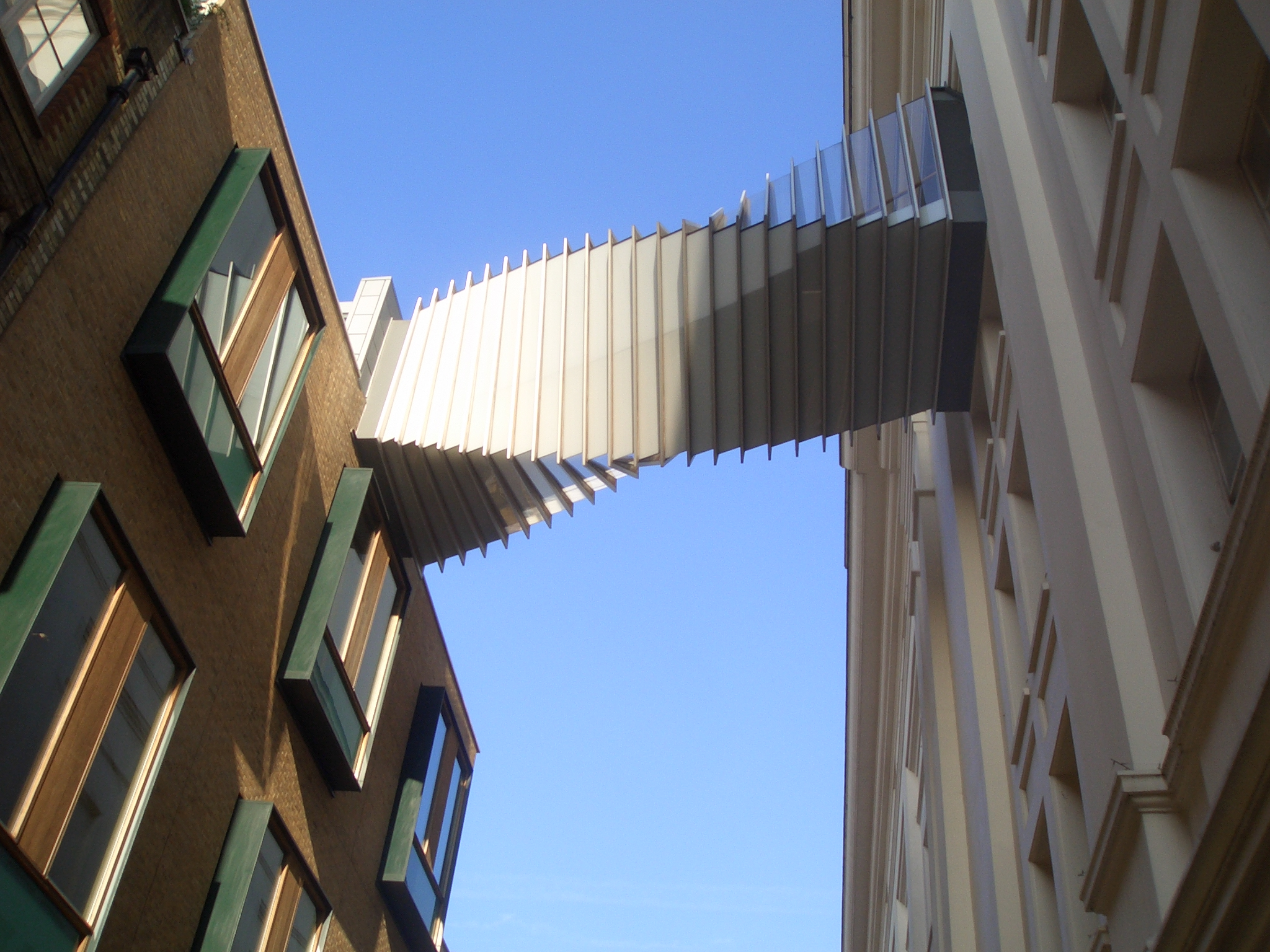
Il ponte Bridge of aspiration che collega il Royal Ballet Upper School a sinistra con il Royal Opera House, progettato da Flint & Neill e Buro Happold per lo studio Wilkinson Eyre architects.

La sede al Covent garden per la Royal ballet school fu istituita nel 1955, quando gli studenti più giovani furono spostati a White lodge. La scuola è rimasto presso gli studi esistenti in Barons Court, Londra, con gli studi accademici introdotti per la prima volta. Più tardi, nel 2003, la scuola si è trasferita in una nuova sede, e il sito del ex Baron's Court oggi ospita la London Academy of Music and Dramatic Art.
La scuola si trasferì in nuove sedi, appositamente costruite, al Covent garden, nel gennaio 2003. Il complesso è un edificio di quattro piani con sei studi di danza all'avanguardia, tra cui un teatro studio con posti a sedere rastrellati retrattili per un pubblico di duecento persone. L'edificio ospita anche una palestra con sala fitness, una per il Pilates, un ambiente per la fisioterapia e una sala comune per gli studenti. Le strutture per l'istruzione accademica includono quattro aule, una biblioteca con materiale informatico, uno studio d'arte e le suite audiovisiva. Tutti gli studi di danza sono collegati alla suite audiovisiva, in modo che le classi e le prove possono essere filmate come strumento di formazione.

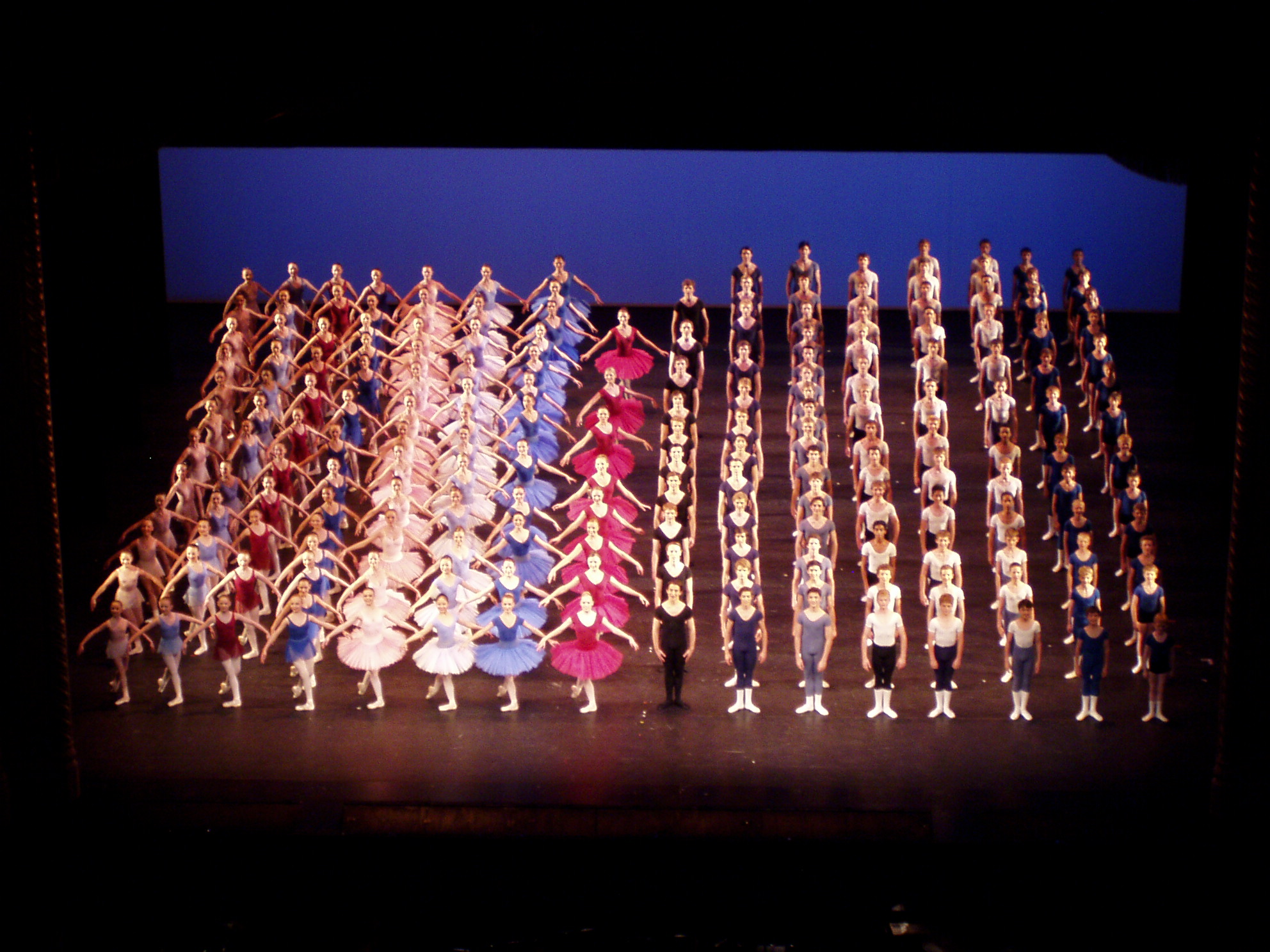
Royal ballet school, curtain call, Royal Ballet, 2007